# 歌い手のバラッド
『歌い手のバラッド』（うたいてのばらっど）はクジラックスによる日本の成人漫画作品。『コミックエルオー』（茜新社）2016年1月号より連載開始、2020年11月号掲載分で商業誌連載が終わり、過去編を中心としたエピソード3話分は、同人誌で発行された。同人誌の分も合わせ、全2巻の商業単行本が2025年に発刊された。

## 概要
2010年代前半の日本を舞台に、動画配信サイトで女性を中心に人気を集める「イケボ」の「歌い手」である成人男性の主人公が、慕ってくる女子中学生たちを次々と言葉巧みに誘惑し肉体関係を結び、それがために逮捕されたところから始まり、少女たちと関係を結んだ日々、そして何故「女子中学生」に執着するようになったかを思い返す物語である。
第1話は、商業誌作品としては前作『凛としてしゃぶれ』から2年ぶりの発表となった。雑誌掲載時の第1話の扉には「天才がいる。実に不器用な天才だ。LOに帰ってくるまでに791日かかった。そして始まる連載作。ロリ漫画でしか描けない物語。LOでしか読めない漫画、こいつでなければ描けない漫画が、今始まる――――」と書かれた。単行本1巻は、著者にとっては2012年発売の『ろりとぼくらの。』から10年以上ぶりの商業単行本となった。単行本1巻にはストーリーの半ばの出来事を描いた番外編が2編描き下ろされ、2巻には最終回後から5年後のエピローグが描き下ろされている。
2015年に連載が始まり、2024年に完結と、全2巻ながら長期間の連載となっている。1-7話と最終話を商業誌に載せた後、主人公の中学時代を描く過去編である8-10話が同人誌で発行された。これは、描いているうちに過去編が膨らんでしまったためである。最終話は11話にあたるが、掲載順では8話目のため、単話配信の中では8話と記載されることもあった。過去編は発表時、「〜なぜ彼はファンを食い漁るヤリチ〇に堕ちたのか〜」との副題がつけられた。
著者の代表作である短編『ろりともだち』や、同人誌で発表された『わんぴいす』が「非モテロリコンの友情」（女児への輪姦を繰り返すことによる男性間の絆の形成）だったので、対となる「モテロリコンの孤軍奮闘」をテーマにして制作された。レイプものが多い著者だが、今作は（年齢的に違法とはいえ）合意の末の性交オンリーであるため、性交に至るまでの過程にページを取っている。初単行本『ろりとぼくらの。』が女子小学生ヒロインばかりだったため、今作ヒロインには「JCしばり」がある（一人だけ小学生もいる）。休載期間が多く単行本発売までにおよそ9年かかっているのは、「JCしばり」のためにシナリオ作りが難航したのも理由だという。なぜ主人公は女子中学生にこだわるのか、という設定が初期にはまだ固まっておらず、過去編を描くことで辻褄合わせをするのに苦労したという。
「歌い手」を主人公としたのは、次回作について編集者に相談した際に提案されたのがきっかけ。当時、歌い手は「素人なのにプロを気取っている」と盛んに揶揄され炎上も多く、著者自身も嘲笑的な目線を向けていたが、叩かれている彼らにも「自分が主人公のエモい人生があるんだろうになぁ」と気にかかっていた。事件を起こして逮捕された歌い手の容姿が自分に似ていて、他人事には思えなかったという。事前に歌い手への当事者インタビューなどは行っていなかったが、連載中に歌い手やそのファンからの体験談が寄せられ、いくつかのエピソードが作中に反映されている。連載が長引くにつれてネット上の流行が移り変わり、「歌い手」という言葉自体が廃れていった。単行本2巻では「連載当初から「今さら歌い手かよww」と揶揄され続けた物語」と紹介文に記されている。
登場する少女たちは法的には未成年淫行を受けた被害者として扱われる立場ではあるが、「女の子側をただの被害者扱いするのは嫌」と、少女側にとっては一つの恋だったとしてその心情を描いている。レイプものでは少女たちはただ泣くだけだが、「憧れの歌い手」と性交できた少女たちは恋人のように振る舞ったり、一度限りの関係を喜んだり、ただミーハーではしゃぐだけだったりと、人格的な書き分けが心がけられた。事件化し恋を失った後も少女たちの人生が続いていく姿を終盤に描いた。
ロリコン漫画というジャンルであるが、ファンの女性割合は高く、著者がPixivに投稿した単行本PR漫画は、女性向けランキングの方が男性向けランキングより上位になった。単行本表紙も、女性キャラ一人ではなく男性とカップリングされ男性の顔がはっきり出ているという男性向け成人漫画としては珍しい絵で、女性向けを意識して描かれている。女性歌手のAdoがInstagramで本作のファンだと発言したこともあり、著者は「Adoさんが歌バラを読んでくれているらしい…！嬉しい」と述べた。

## あらすじ・掲載誌情報
- 第1話 歌い手はJCを食うのが好き（COMIC LO、2016年1月号）
2013年、ファンの少女と淫行したとして、27歳の「歌い手」の男・聖亜（せいあ）こと本名・小谷聖司（こたに せいじ）が逮捕された。大勢の報道陣に囲まれながら連行される聖亜は、過去を振り返る。人気ボカロPのみゅ～ずPによる、少女受けする少しエッチで背徳的な歌をカバーして人気を集めている聖亜は、2012年のある日、ファンである中学2年生の少女関根すずを自宅に招き、セーラー服姿の彼女に性行為を行い、処女を奪った。年の差はあるものの心通う純愛……などではなく、彼女は聖亜にとって大量にいる性欲の捌け口にすぎず、愛の言葉をささやきながら内心では「メスガキちょれえ」と嘲笑っていた。
- 第2話 歌い手は音楽に真剣なフリをする（COMIC LO、2016年4月号）
13歳で中学2年生の「高梨愛梨」に遊園地のチケットが余っているとデートに誘う。デート後ラブホテルへ向かい、性行為を行う。
- 第3話 歌い手はJCをアフターに誘う（COMIC LO、2016年9月号）
14歳で中学3年生の「和久井真由子」が制服姿で同人誌即売会に聖亜のCDを買いに来た際、聖亜に誘われラブホテルに向かう。お嬢様育ちで性格も大人しく引っ込み思案な真由子を聖亜は目隠ししてバイブレータを使用し、ついには首輪をつけ性奴隷の如く扱う。性行為後は一転して優しくなり一緒にお風呂に入る。
- 第4話 歌い手にもヒエラルキーがある（COMIC LO、2016年12月号）
歌い手として大規模ライブに出演するも、みゅ～ずPの楽曲使用許可を取れず、知名度の低い自作曲を仕方なく歌い、会場を盛り上げられなかったと深く落ち込む聖亜。歌い手業界全体の中で見れば聖亜は知名度が低く、ライブ会場で人気歌い手たちとの格差を思い知らされる。しかし、ファンたちは聖亜を絶賛するコメントを寄せてくれ、救われる。応援に来た少女と次々に性行為していく。路地裏で性行為をした制服姿の高梨愛梨、鏡音リンのコスプレをしたまま性行為をした中学1年の陸奥真凛（最後にスクール水着を着て性行為をする）、インターネットの生放送をしながら性行為をした配信者である中学2年生の安木一華、和久井真由子（両親が海外にいる真由子の自宅で性奴隷として性行為をする）らが登場する。
- 第5話 歌い手は一人の女を愛せない .1（COMIC LO、2017年6月号）
全国ツアーのライブと称して各地に趣き、カラオケボックスにファンたちを誘い歌を披露し、お金を貢いでくれる成人女性らに媚びつつ、アフターで厳選した少女たちと性行為をする。札幌で事前に予約したラブホテルで性行為をした中学2年生の仁科仁美、クリスマスイブの青森のカラオケボックスで性行為をした中学1年生の巻田ひろむ、クリスマスの仙台のラブホテルでサンタのコスプレをして性行為をした中学3年生の大野真美が登場する。
- 第6話 歌い手は一人の女を愛せない .2（COMIC LO 2018年3月号）
前話に引き続き全国ツアーとして活動を続ける。新潟のインターネットカフェで周囲に気づかれぬよう声を出させず「サイレントSEX」をした中学1年生の福田春香、金沢の電車内で性行為をした眼鏡をかけた中学2年生の七尾有希、静岡の多目的トイレで性奴隷として性行為をした中学3年生、名古屋で家族が親戚の家に泊まりで留守の少女宅でレイプ風に性行為をした中学2年生、高松の安ホテルで性行為をした中学二年生井田、広島で3Pで性行為をした中学2年生の松江早百合・増田、福岡で性行為をした中学1年生、沖縄の海岸にある岩場の陰で性行為をした中学3年生と偽っていた小学6年生が登場する。途中で年も明け2013年に。次々と新しい少女を漁るのに忙しい聖亜は、1話からの付き合いである関根すずの束縛するような態度を疎ましく思い一方的に別れを告げた。すずは号泣し、「聖亜に妊娠させられた」とSNSで告発した。
- 第7話 歌い手は嫌われている（COMIC LO 2018年11月号）
すずは性交の証拠写真なども次々とSNSに載せ、ネット上で大きな騒動となり、事態はテレビニュースや新聞でも取り上げられた。まだまだ「インターネット」がいかがわしく扱われ反感を持たれていた時代でマスメディアは事件に食いつき、そしてちょうど他に重大ニュースのない隙間の時期なのもあり、聖亜の未成年淫行は日本中から注目された。警察に保護されたすずは、泣きじゃくりながら妊娠は虚言だったと明かす。聖亜はネット上でもオフラインでも面白がった者たちにつきまとわれ、精神不安を癒やすため初めてのアナルオナニーに挑戦し、PCに遠隔操作ウイルスが仕込まれていたためその様子がネット配信されてしまった。引きこもり、食事も喉を通らずやつれていく。そしてある朝、聖亜は逮捕された。警察がくる前にPCもスマホも破壊済みであったが、少女たちとの性交を詳細に綴った雌ノートが押収され余罪も明るみになった。
- 第8話 歌い手は誰を想い歌うのか（同人誌）
「小谷聖司」が「聖亜」とネット上で名乗るよりも遥か前、1999年。中学3年生だった聖司は、合唱の練習で他の男子がふざけている中でも真面目に歌っていた。ピアノの伴奏を務めるクラスメートの月野しずくは「聖司君の声 好き！」と言ってくれ、ある日の放課後に聖司は最近始めたばかりのギターで月野と伴奏した。よく二人でいるようになり、人当たり良く優等生タイプに思えた月野が、女子内での人間関係が上手くいっていないこと、親との軋轢を抱えていることを知っていく。ノストラダムスの予言が当たって世界が滅びればよかったのにと切実に語る月野へ、聖司はなにも言えなかった。月野への恋心を自覚するも、想いを伝えられないまま卒業し、進学先が分かれ交流はなくなった。大学生になり成人式を控えている聖司は、月野に声をほめられたのが嬉しくて歌手を目指して街で弾き語りをするのを習慣にしていた。真面目な性格の月野は地元の成人式に出るだろうと予測し「式で再会して告白して交際する」と夢見ていたが、月野は姿を見せなかった。中学時代の同級生らによれば「月野は中学時代に大人の男に言いくるめられてハメ撮りを許し、それが後になって本名と共にネットに流されたので成人式になんか来れるはずがない」という。その動画は「月野しずく」と検索するだけですぐ見つかり、聖司は動画を見て泣きながらオナニーをした。中学生当時の月野の、子供なりに抱えている苦しみを知りながら何も出来なかったせいで月野の人生は壊れてしまっていた。
- 第9話 歌い手は誰を想い××るのか（同人誌）
2010年、聖司は25歳になっていた。ネット上に大量にアップロードされている月野のハメ撮り動画で自慰行為に浸るのは成人式から日課になっていた。愛もなくただ弄ばれ玩具にされている月野は、それでもその瞬間は抑圧から解放され幸せそうだった。動画をひたすらに見つめ続ける聖司は、怠惰によって髪も髭も伸び放題で太った、だらしない男になっていた。
- 第10話 歌い手になってみた（同人誌）
成人式の後、聖司は歌手になること諦め弾き語りもしなくなった。大学卒業後は音楽制作会社で着メロの制作をしていたが、ガラケーの衰退により勤め先が倒産、弛んだニート生活を送っていた。月野のハメ撮りは、『関東中坊日記』という女子中学生だけを対象にしたハメ撮り裏ビデオシリーズの一つで、撮影者は逮捕・収監済み。聖司は月野だけではなくシリーズ全てを愛用し、自分も女子中学生と性交したいとの思いを膨らませた。そんなある日、ネット上で「歌い手」が少女たちからもてはやされていることを知った。月野に声を誉められたことを思い出し、少女との性交を夢見て聖司は「聖亜」と名乗って歌い手としての活動を始め、少女を惹きつけるためにダイエットし髪を染め、容姿と声を磨き人気を得ていった。次第に少女たちを言いくるめ性交するのにも慣れていった。不誠実にとりあえず関係を持つ、そんな男が結局良かったのだろう、そう心の中の月野に語りかける。
長い回想を終え、聖亜が警察に連行されている1話冒頭へと戻る。逮捕の様子はテレビ中継され、「小谷聖司」と本名が報道された。そのニュースを見ている女性がいた。現在では「みゅ～ずP」名義で作詞作曲活動をしている、月野しずくである。髪を金髪にしタバコを吸う、擦れた印象の大人の女になっていた。歌い手フェスの時に聖亜の曲使用を拒んだボカロPだが、聖亜が中学時代の同級生とは気づいていなかった。聖亜が中学生とばかり関係を持っているとの報道を聞いて、「遅いよ」と月野は口にする。聖亜を取り囲む記者たちは、「ネットの闇がもたらした悲劇」「ネットさえなければ間違った道に進むこともなかった」「ネットの闇の力に頼らずともまともな恋愛ができたのでは」と盛んに語り、月野は顔を歪める。月野は高校生になってから中学時代のハメ撮りがネット上に流出し警察に事情聴取され、顔も本名も晒されたため引っ越しを余儀なくされた。ネットの大人となど出会わず、中学時代に聖亜と同級生同士の真っ当な恋愛ができていればと月野は何度も想像してきたのを思い出す。テレビの中で聖亜は、それまでずっと俯いていたが、急に報道陣に向かって振り返り、「闇闇うるせーなァ！俺にとってはッ　光だったよ！」と叫んだ。月野はその言葉に微笑む。動画流出後、自傷行為を繰り返し酒と煙草に依存していた月野を救ったのもまた、ボカロP活動というネットの世界だった。その道に進んだのは、中学時代に聖亜にピアノを誉められたのが誇りだったからだ。「お互い、猥雑な人生送ってますなあ」と月野はつぶやいた。
- 最終話 歌い手は歌うのが好き（COMIC LO 2020年11月号）
歌い手の世界では「3流」にすぎない聖亜の逮捕は「1流」である人気歌い手たちからは、世渡りが下手だと笑いの種だった。1流の彼らは逮捕されない程度に上手く少女たちとの性交を重ねた。歌い手の中では1流の彼らでもメジャーデビューを果たしてみればテレビ番組で「放送事故」と呼ばれるほどの醜態を晒し、「歌い手」が廃れていく中でYoutuberへと転身するも大して再生数が稼げず、それでも活動に励んでいた。聖亜が関係を持った少女たちは、それぞれの日常へと戻っていた。聖亜の犯行を告発した関根すずは、「会いに行ける歌い手」である聖亜よりも前には、メジャーな男性アイドルが好きだった。彼のライブに久しぶりに行き、手の届かない舞台上で歌い踊る姿を見ながら「届かないから、好きだよ」と思った。聖亜の刑事裁判は進み、判決では執行猶予なしの懲役5年となった。季節は巡り、どこかで一人の少女はネットを見ているうちに、自分も「歌ってみた」動画をあげてみようと思い立った。

## 登場人物
聖亜（せいあ）
本作の主人公。2012年時点で27歳。本名小谷聖司（こたに せいじ）。茶髪に眼鏡。動画配信サイトにて、垢抜けたルックスと美声により人気を集める「歌い手」の男性。性に目覚めた少女が好むような、エロティックで厨二病気味なボカロ曲のカバー投稿を中心に活動し、オリジナル曲も手掛ける。固定ファンがいるものの、歌い手界隈の中ではけしてトップクラスではない。
中学時代の思い人・月野しずくにまつわる性的トラウマから、女子中学生に性的に執着するロリコンであり、ファンの少女たちを食い漁る。雌ノートと名付けたノートに少女たちとの性交の記録を詳細にメモしている。ペニスのサイズは小さいが、言葉責めや巧みな道具の駆使、バラエティ豊かなシチュエーションプレイで少女を虜にする。
月野の処女を奪いハメ撮りした男「かりすま師匠」の行為を少女たちとの関係の中で模倣しており、「ゴムを付けると女の子には痛いから」と理由付けての中出し、アフターピルの万全な準備を行うというところもかりすま師匠が由来。言葉責めのチョイスにもかりすま師匠からの影響が見られる。
聖亜の名前の由来は本名+気持ちよくオナニーするために飲んでいた亜鉛のサプリから。龍角散ののど飴を愛用。
関根すず(せきね すず)
聖亜と関係を持った少女の一人で、中学2年生。物語の最初に聖亜に抱かれる。オカッパ頭のセーラー服姿で、左目に泣きぼくろがある。以前はメジャーアイドルであるジョニーズ事務所のグループ・STOOMの涼を推しており、母とともにライブに行くこともあったが、父親の不倫により家庭内が荒れそれどころではなくなり、そんな時期に密にやりとりをしてくれる聖亜に恋をするようになった。一時的な関係でいいと割り切っている少女もいる中で、恋人のように、また心の拠り所として聖亜を強く求めていた。
高梨愛莉（たかなし あいり）
聖亜と関係を持った少女の一人で、中学2年生。ツインテールヘア。吹奏楽部でサックスを担当しており、そのことに絡めたフェラプレイを中心に描かれる。音楽に携わる者として、「音楽に真剣なふり」をする聖亜を、疑いもせず尊敬する。聖亜に対しての独占欲はすず同様に強く、すずが聖亜との関係を告発後には、すずへ罵倒と脅迫のメッセージを大量に送りつけた。
和久井真由子（わくい まゆこ）
まゆと称されている。聖亜と関係を持った少女の一人で、中学3年生。ロングヘアに眼鏡。1998年1月14日生まれ。文京区のタワーマンション50階に住み、私立の中学校に通う勉強のできるお嬢様。家族仲が良好だからこそ反抗期を迎えられず、周囲からのプレッシャーを晴らすような「指入れオナニー」で自らの体を開発しており、他の少女たちと違い処女喪失時も痛まなかった。被虐願望が強く、首輪をつけられての性奴隷的なプレイに喜ぶ。
月野しずく（つきの しずく）
聖亜の中学時代の同級生。ボブカットヘアの、校内合唱でピアノの伴奏を務める優等生然とした少女。ギターを始めたての聖亜と音楽の話で盛り上がり、次第に心惹かれあったが、互いに思いを打ち明けることはなかった。
八方美人っぽいという理由で水面下で女子生徒の輪から外されていたことや、進路をめぐり親が口うるさいことへ強いストレスを抱えており、メール友達として知り合い優しくしてくれた大人の男に依存し、処女を捧げ、調教され野外セックスや大人のおもちゃによる激しい責めにも応じるなど、学校の外では淫らな生活を送っていた。「思い出にしたいから」と言われハメ撮りを許し、指で開いた性器の隣に学生証を置いてカメラに向かって自己紹介するなどしていたが、預かり知らぬところで全てが裏ビデオにされていた。高校生になってから、月野の個人情報と共にハメ撮りがネット上に流出し、大きく人生が狂い、大人になってからの彼女は腕に大量のリストカットの痕跡がある。27歳時点では、最も荒んでいた時期は脱し、みゅ～ずPの名でボカロPとして活動。メジャー歌手の作曲も手掛けるなど評価されている。
かりすま師匠
90年代後半から、『関東中坊日記』という素人女子中学生ハメ撮りシリーズの裏モノビデオを自主撮影・販売していた男。シリーズに出演した女子中学生は47人、総作品数は100を超え、ロリコンの間では伝説的存在だった。月野の処女を奪った男であり、その当時60歳だった。月野の出演する「しずく」シリーズは、処女喪失から完全なる調教後までを丹念に追ったとしてマニアの間で特に人気を博している。2001年に逮捕され、懲役15年となった。知る人ぞ知る存在だったビデオは、インターネットの発展によりネット上にばらまかれ、彼の逮捕後もネットの海を漂い続けている。聖亜の性行動に強い影響を与えている。顔は描かれず、ビデオの中でそう処理されていたようにモザイクをつけられている。

## 書誌情報
- クジラックス 『歌い手のバラッド』 茜新社(TENMA COMICS)、全2巻。
  1. 2025年1月28日発売、ISBN 978-4-86349-993-5
  2. 2025年2月28日発売、ISBN 978-4-86349-996-6